# Anekdotisk bevisföring
Anekdotisk bevisföring, eller anekdotisk evidens, kallas det när man för att bevisa något, en tes, hänvisar till enstaka fall, ofta personliga erfarenheter och upplevelser. Exempelvis:
"Norrmän är skurkar. Det vet jag för jag blev lurad av en norrman en gång."
"De som klarar alkohol sämst är de som inte fått prova hemma. Det vet jag eftersom mina vänner som varit nyktra som barn nu dricker mycket."
"Alla biträdande jurister har egna kontor. Det vet jag eftersom jag jobbar som det och har eget kontor"
Anekdotisk evidens har låg reliabilitet. Det nämns ofta i kontrast till vetenskaplig bevisföring (deduktion). 
Det finns emellertid vissa fall där anekdotisk bevisföring är giltig, till exempel om man vill motbevisa tesen att en företeelse inte existerar. I ett sådant fall räcker det med ett enda tillförlitligt fall som bevisar motsatsen. Till exempel: 
En människa kan inte bli längre än 260 cm!
Men Robert Wadlow blev ju 272 cm.